# CF Brăila în sezonul 1938-1939
Sezonul 1938-1939 este al cincilea sezon consecutiv pentru Dacia Unirea Brăila în diviziile naționale. 

## Clasament
| Poz | Echipa                    | MJ | V  | E | Î  | GM | GP | G   | Pct | Promovare sau retrogradare |
| --- | ------------------------- | -- | -- | - | -- | -- | -- | --- | --- | -------------------------- |
| 1   | Unirea Tricolor București | 18 | 13 | 3 | 2  | 52 | 21 | +31 | 42  |                            |
| 2   | Ciocanul                  | 18 | 13 | 1 | 4  | 49 | 28 | +21 | 40  |                            |
| 3   | Prahova Ploiești          | 18 | 11 | 4 | 3  | 55 | 37 | +18 | 37  |                            |
| 4   | AS Constanța              | 18 | 11 | 3 | 4  | 57 | 34 | +23 | 36  |                            |
| 5   | Dacia Unirea Brăila       | 18 | 7  | 3 | 8  | 36 | 42 | −6  | 24  |                            |
| 6   | Franco Română Brăila      | 18 | 5  | 6 | 7  | 42 | 38 | +4  | 21  |                            |
| 7   | Turda București           | 18 | 4  | 4 | 10 | 36 | 49 | −13 | 16  |                            |
| 8   | AS CFR Brașov             | 18 | 4  | 3 | 11 | 35 | 51 | −16 | 15  |                            |
| 9   | Luceafărul București      | 18 | 3  | 3 | 12 | 25 | 50 | −25 | 12  |                            |
| 10  | Carmen București          | 18 | 4  | 0 | 14 | 25 | 62 | −37 | 12  |                            |

Sursa: FRF
Reguli de clasare: 
1) puncte; 2) diferența de goluri; 3) goluri marcate.
POZ = Poziția în clasament; (C) = Campioană; (R) = Retrogradată; (P) = Promovată; (E) = Eliminată; (O) = Câștigătoare de play-off; (A) = Avansează în runda următoare. 
Aplicabil doar când sezonul nu este terminat: 
(Q) = Calificare în faza competiției indicată; (TQ) = Calificare în competiție, dar încă nu în faza indicată; (RQ) = Calificată în competiția de retrogradare indicată; (DQ) = Descalificată din competiție.